# Rest Haven
Rest Haven es un pueblo ubicado en el condado de Gwinnett en el estado estadounidense de Georgia. En el censo de 2000, su población era de 151.

## Demografía
En el 2000 la renta per cápita promedia del hogar era de $50,156, y el ingreso promedio para una familia era de $51,250. El ingreso per cápita para la localidad era de $15,275. Los hombres tenían un ingreso per cápita de $31,875 contra $25,781 para las mujeres.

## Geografía
Rest Haven se encuentra ubicado en las coordenadas 34°7′57″N 83°58′32″O / 34.13250, -83.97556 (34.132396, -83.975455).
Según la Oficina del Censo, la localidad tiene un área total de 1 km² (0,4 mi²), de la cual 1 km² (0,4 mi²) es tierra y 0 km² (0 mi²) (0.00%) es agua.